# BTOB TIME -THIS IS US-
《BTOB TIME -THIS IS US-》是韓國男子音樂組合BTOB的第五次單獨演唱會，分別於2018年在韓國首爾連續舉行三場，於台灣、泰國各舉行一場。

## 簡介
- 演出人員：徐恩光、李旼赫、李昌燮、任炫植、Peniel、鄭鎰勳、陸星材

### 首爾場
- 主辦單位：Cube娛樂
- 售票單位：Melon Ticket
- 觀賞人次：約44,190+人（單場約14,730人）

### 台灣場
- 主辦單位：中華文創娛樂
- 售票單位：KKTIX
- 觀賞人次：約4,500+人

### 泰國場
- 主辦單位：THE LIME THAILAND
- 售票單位：THE LIME THAILAND
- 觀賞人次：約4,000+人

## 背景
2018年7月16日，Cube娛樂於BTOB官方Daum宣布BTOB將於同年8月10－12日，連續三天於首爾奧林匹克體操競技場舉行第五次單獨演唱會《BTOB TIME -THIS IS US-》。 首爾場為期三天的演唱會各會展現七名成員的不同面貌，演唱會的主題概念在當天以觀眾的決定隨機變換，並以「浪漫愛情劇」的方式呈現。
2018年7月16日，中華文創娛樂於Facebook專頁宣布BTOB於同年9月8日於台灣新北市新莊體育館舉行該主題演唱會。成員恩光在首爾場演唱會後於2018年8月21日入伍，因此缺席台灣場演唱會。
2018年9月7日，THE LIME THAILAND於Facebook專頁宣布BTOB於同年10月14日於泰國曼谷 Chaengwattana Hall 舉行當地的首場演唱會。

## 場次
| 日期           | 國家 | 站次   | 舉行地點               |
| 2018年8月10日  |      | 首爾   | 首爾奧林匹克體操競技場 |
| 2018年8月11日  |      | 首爾   | 首爾奧林匹克體操競技場 |
| 2018年8月12日  |      | 首爾   | 首爾奧林匹克體操競技場 |
| 2018年9月8日   | 臺灣 | 新北市 | 新莊體育場             |
| 2018年10月14日 | 泰國 | 曼谷   | Chaengwattana Hall     |

## 演唱曲目
按演出曲序排列
1. The Feeling
2. MOVIE
3. Blue Moon
4. SOMEDAY
5. Killing Me
6. Call Me
7. Yeah
8. A Song For You / 炫植 （原唱：Donny Hathaway）
9. Hypnotized / 星材 Feat. Peniel 自作曲初公開舞台
10. AT THE END / 昌燮
11. Big Wave / 鎰勳 自作曲初公開舞台
12. ALL DAY（KOR ver.） / 旼赫
13. Imagine
14. 如果下雨的話 / BTOB-BLUE
15. IceBreaker / Rap Line
16. 二等兵的信 / 恩光 （原唱：金光石）
17. Guitar（Stroke of Love）
18. 祈禱（I'll Be your Man）
19. 沒關係
20. 不能沒有你
21. Finale：我們的演唱會
22. 想念
23. Shake It

1. The Feeling
2. MOVIE
3. Blue Moon
4. SOMEDAY
5. Killing Me
6. Call Me
7. Yeah
8. A Song For You / 炫植 （原唱：Donny Hathaway）
9. Hypnotized / 星材 Feat. Peniel 自作曲初公開舞台
10. AT THE END / 昌燮
11. Big Wave / 鎰勳 自作曲初公開舞台
12. ALL DAY（KOR ver.） / 旼赫
13. Imagine
14. 如果下雨的話 / BTOB－BLUE
15. IceBreaker / Rap Line
16. 三十歲之際 / 恩光 （原唱：金光石）
17. Guitar（Stroke of Love）
18. 祈禱（I'll Be your Man）
19. 沒關係
20. 不能沒有你
21. Shake It
22. 想念
23. Finale：我們的演唱會

1. The Feeling
2. MOVIE
3. Blue Moon
4. SOMEDAY
5. Killing Me
6. Call Me
7. Yeah
8. Free / 炫植 （原唱：Gavin DeGraw）
9. Hypnotized / 星材 Feat. Peniel 自作曲初公開舞台
10. AT THE END / 昌燮
11. Big Wave / 鎰勳 自作曲初公開舞台
12. ALL DAY（KOR ver.） / 旼赫
13. Imagine
14. 如果下雨的話 / BTOB－BLUE
15. IceBreaker / Rap Line
16. 二等兵的信 / 恩光 （原唱：金光石）
17. Guitar（Stroke of Love）
18. 祈禱（I'll Be your Man）
19. 沒關係
20. 不能沒有你
21. Shake It
22. 想念
23. Finale：我們的演唱會
24. 回家的路

1. The Feeling
2. MOVIE
3. SOMEDAY
4. Call Me
5. Yeah
6. 每一天，每一瞬間（Every day, Every Moment） / 恩光（原唱：Paul Kim，SBS《要先接吻嗎？》OST Part.3）[5]
7. ALL DAY（KOR ver.） / 旼赫
8. Hypnotized / 星材 Feat. Peniel
9. Big Wave / 鎰勳
10. 如果下雨的話 / BTOB－BLUE
11. IceBreaker / Rap Line
12. 沒關係
13. Summer Romance
14. 除了我都是狼
15. 興高采烈
16. 不能沒有你
17. 想念
18. Finale：我們的演唱會

## 外部連結
- CUBE 韓國官方網站
- BTOB 日本官方網站